# Каденція (музика)
Каденція (італ. cadenza, від лат. cado — «падаю, закінчуюся») — музичний термін, що може вживатися в кількох значеннях,
- 1) гармонічний або мелодичний зворот, що завершує музичну побудову і що додає йому закінченість, цілісність. В українській мові частіше вживається термін «каданс» (походить від французької форми фр. cadence).
- 2) вільна, віртуозна, багато орнаментована вставка в музичний твір, переважно в італійській опері XVII — XVIII ст. і в музиці XIX ст. для виконавців соло інструментів;
- 3) більш розгорнена, але теж вставна і витримана в дусі імпровізації форма. Каденція поміщається в кінці якої-небудь частини концерту для солюючого інструменту з оркестром і виконується солістом без оркестрового супроводу, даючи виконавцеві можливість виявити технічну майстерність.
В бароковій та класичній музиці каденції створювались самими виконавцями. Каденція в опері дозволяла продемонструвати не тільки вокальну техніку, але і творчий дар, оскільки за традицією співак повинен був імпровізувати при кожному виконанні. Каденції в інструментальному концерті будувалися в рапсодичному стилі і використовували тематичний матеріал твору; в них часто застосовувалися трелі, арпеджіо, гамоподібні пасажі. Такі каденції теж імпровізувалися аж до початку XIX століття; проте вже Бетховен у своєму П'ятому фортепіанному концерті дав зразок каденції, яка повинна була виконуватися по авторському тексту і точно відповідати стилю твору. В романтичній та сучасній академічній музиці каденції майже завжди пишуться самими композиторами.